# Wiązanie phi

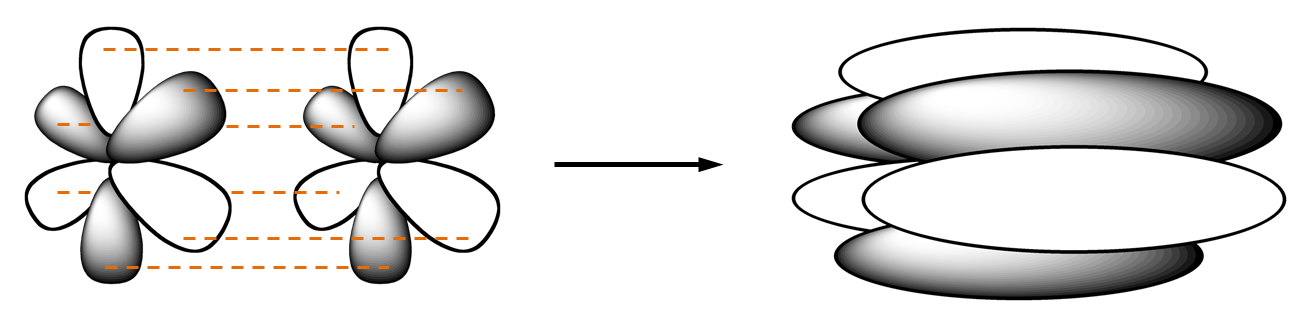
Schemat powstawania wiążącego orbitalu φ

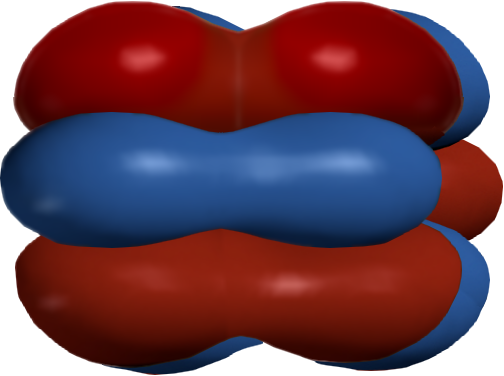
Trójwymiarowy model orbitalu φ w cząsteczce U_{2}

Wiązanie φ – wiązanie chemiczne powstałe w wyniku nakładania bocznego orbitali atomowych f. Kształt tego wiązania wyznacza orbital molekularny φ, o takiej samej symetrii jak orbital atomowy f. Od roku 2005 znany jest jeden przykład przypuszczalnej cząsteczki zawierającej wiązanie φ – jest to wiązanie U−U w cząsteczce U2.